# Dr. Schneider Unternehmensgruppe

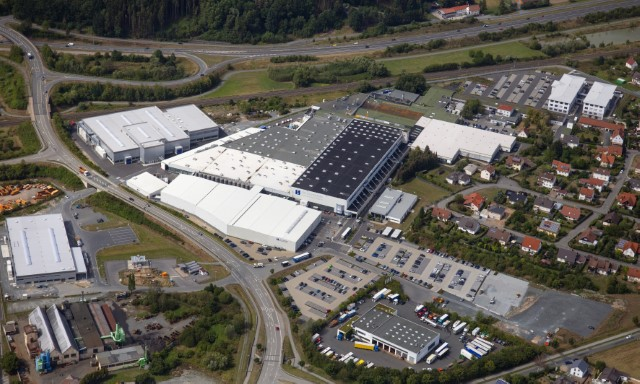
Der Stammsitz der Dr.-Schneider-Unternehmensgruppe in Kronach-Neuses

Die Dr. Schneider Unternehmensgruppe ist ein weltweit tätiger Automobilzulieferer mit Stammsitz im oberfränkischen Neuses (Kronach). Das Familienunternehmen ist spezialisiert auf die Entwicklung und Fertigung von Produkten im Fahrzeuginnenraum – von Belüftungsdüsen bis hin zu integrativen Dekorblenden, Anbauteilen sowie Ablagesystemen und Mittelkonsolen. Zu den Kunden zählen zahlreiche Automobilhersteller. Weltweit beschäftigt das Unternehmen mehr als 4000 Mitarbeiter an acht Standorten in fünf verschiedenen Ländern.
Im September 2022 meldete das Unternehmen Insolvenz an.

## Unternehmensgeschichte
Die Firma Franz Schneider wurde 1927 von dem gleichnamigen Gründer in Wilhelmsthal bei Kronach ins Leben gerufen. Betriebszweck war ursprünglich die Produktion von Tabakwaren. Ab 1936 gewann mit dem Aufbau einer Bakelitverarbeitung die Kunststofffertigung für das Unternehmen an Bedeutung. Seit 1940 wurden auch Spritzgussteile gefertigt. Mit der Übernahme der Geschäftsführung 1955 durch Franz Schneider, den Sohn von Franz Schneider Senior, änderte sich die Strategie des Unternehmens. Die Zigarrenproduktion wurde eingestellt und der Schwerpunkt auf die Verarbeitung von Kunststoffen gelegt. 1956 erfolgte schließlich der erste Kontakt zur Automobilindustrie. Für die Kunden Daimler und Ford wurden Aschenbecher zum Einbau in deren Pkws hergestellt. Das Unternehmen begann zu expandieren und errichtete 1959 das heutige Stammwerk in Kronach-Neuses.
In den 1990er-Jahren begann eine neue Ära der Firmengeschichte: Seitdem wird das Unternehmen in dritter Generation geführt. Im Zuge der Globalisierung begann Dr. Schneider sich zunehmend international auszurichten. Zu dem 1973 gegründeten ersten Werk im Ausland in Valencia (Spanien) kamen in den folgenden Jahren weitere Produktionsstätten in Radomierz (Polen, 2002) sowie in Russell Springs (USA, 2014) und in Liaoyang (China, 2011) hinzu. Zusätzlich wurde mit der Errichtung zweier weiterer Werke im Jahr 1985 in Tschirn und 1991 in Judenbach auch der Standort Deutschland weiter ausgebaut. 2017 feierte Dr. Schneider sein 90-jähriges Firmenjubiläum. Mit dem Kauf der EMS-Sparte (Electronic Manufacturing Services) des TV-Herstellers Loewe erweiterte Dr. Schneider im Jahr 2020 sein Produktportfolio. Die Dr. Schneider EMS GmbH mit Sitz in Kronach wurde gegründet und damit die Kompetenzen um den Bereich Elektronikfertigung und begleitende Dienstleistungen (z. B. EMV) ergänzt. Beliefert werden seitdem Kunden im Automotive als auch non-Automotive Sektor mit elektronischen Baugruppen.
Im April 2020 starb der langjährige Seniorchef Franz Schneider im Alter von 91 Jahren. Das Unternehmen soll als Familienunternehmen weitergeführt werden. Gesellschafterinnen der Obergesellschaft Dr. Schneider Holding GmbH nach Franz Schneider wurden Annette Schneider und Sylvia Schmidt.
Am 7. September 2022 stellte das Unternehmen einen Antrag auf Eröffnung eines Insolvenzverfahrens. Im Juli 2023 teilte der indische Automobilzulieferer Samvardhana Motherson International mit, Dr. Schneider für 118,3 Millionen Euro zu übernehmen. Im Oktober 2023 wurde die Übernahme offiziell abgewickelt und die Unternehmensgruppe wird zur SMR Automotive Beteiligungen Deutschland GmbH.

## Standorte
Die Dr. Schneider Unternehmensgruppe produziert an vier Standorten in Deutschland sowie international in China, Polen, Spanien und in den USA. Daneben gibt es mehrere globale Vertriebsbüros.

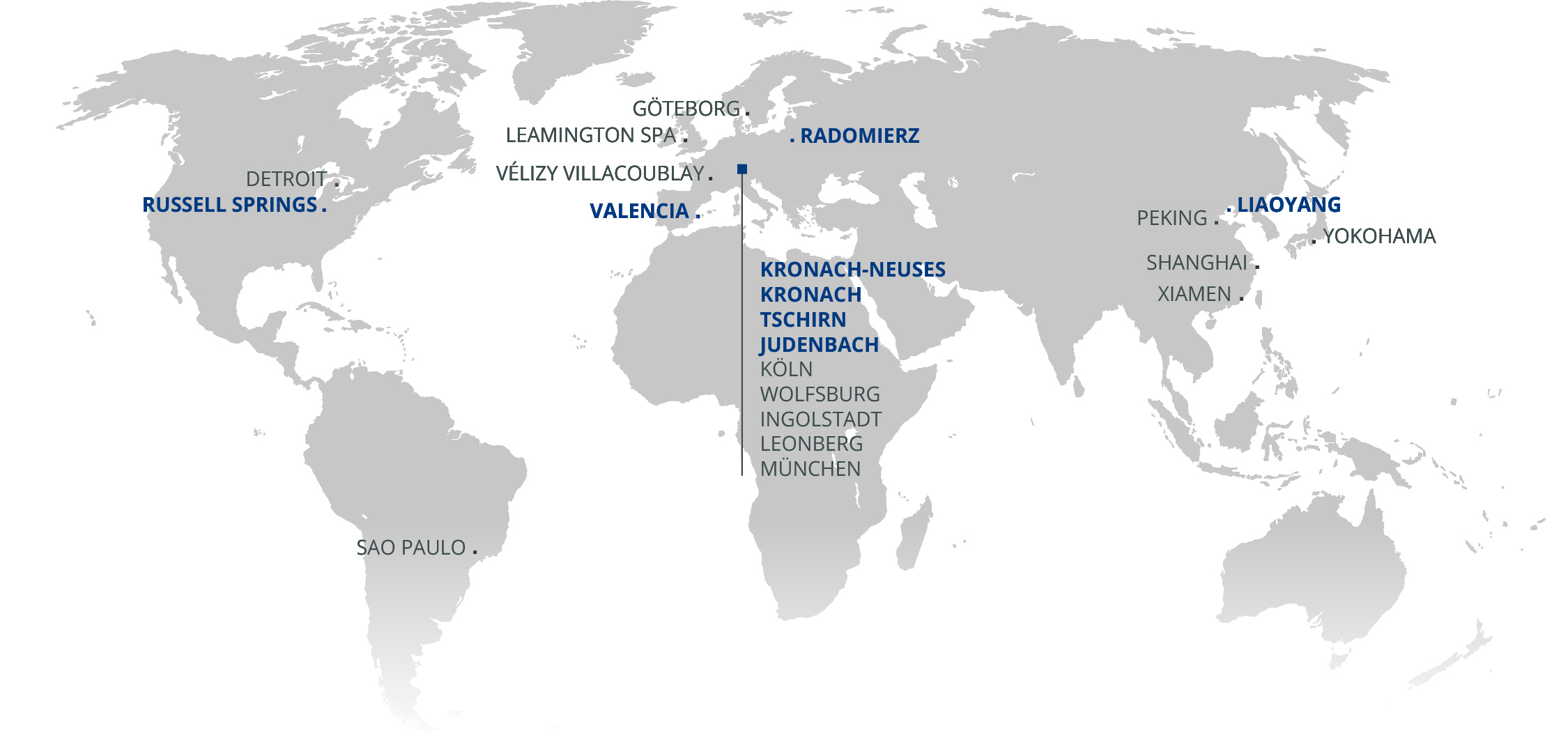
Die Standorte der Dr. Schneider Unternehmensgruppe weltweit.

### Produktionsstandorte
- Deutschland: Kronach-Neuses (Stammsitz), Tschirn und Judenbach
- Spanien: Valencia
- Polen: Radomierz
- China: Liaoyang
- USA: Russell Springs

### Kompetenzzentrum EMS
- Deutschland: Kronach

### Vertriebsbüros
- Deutschland: Köln, Wolfsburg, Ingolstadt, München
- Großbritannien: Leamington Spa
- Frankreich: Paris
- China: Shanghai, Xiamen, Beijing
- Japan: Yokohama
- Brasilien: Sao Paulo
- USA: Detroit

## Produkte

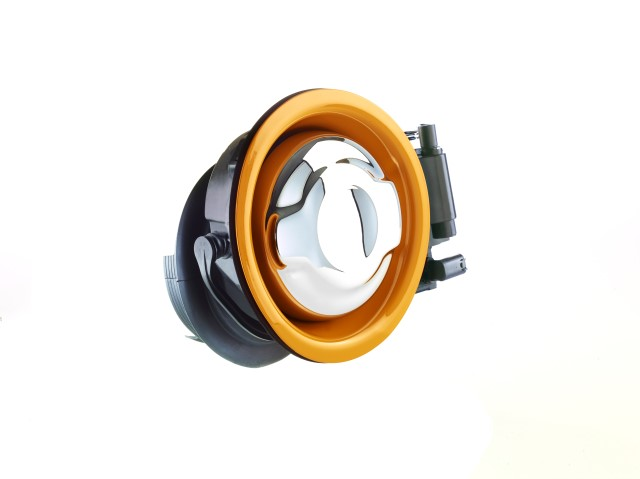
2016: Tankmodul

Das Angebot des Unternehmens im Fahrzeug-Innenbereich umfasst:

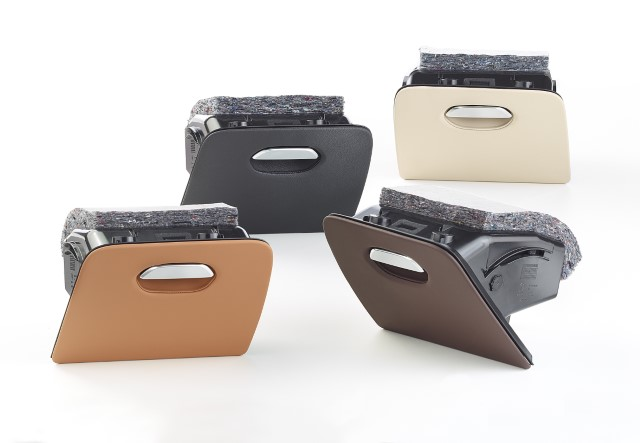
2017: Ablagefach

- Ablagesysteme und Mittelkonsolen: Cupholder, Brillenfächer, iPhone-Halter, Handschuhkasten
- Belüftungssysteme: Ausströmer, Defroster, Luftverteiler
- Dekorblenden
- Verkleidungen, Anbauteile: A-, B-, C-, D-Säulenverkleidung, Lautsprechergitter, Fensterrahmenverkleidung, Lenksäulenverkleidung

Das Angebot des Unternehmens im Fahrzeug-Außenbereich umfasst:
- Tank- und Lademodule

Das Angebot des Unternehmens im Fertigungsdienstleistungsbereich EMS umfasst:
- Elektronikmodule für den Automotive und non-Automotive Sektor
- Begleitende Dienstleistungen: Prüfung Elektromagnetischer Verträglichkeit (EMV)